# Taceddin Ahmedī
Taceddin (Taj ad-Din) Ahmedī, né vers 1334 en Anatolie, et mort en 1413 à Amasya (Empire ottoman), est un poète anatolien.

## Biographie
Il a étudié auprès du grand érudit Akmal ad-Din (al-Babarti) au Caire. Après avoir écrit pour l'émir de Germiyan, Amir Süleyman entre 1367 et 1386, il s'est rendu à la cour du sultan ottoman Bajazet Ier (1389-1402).